# Tomter
Tomter är en tätort i Indre Østfolds kommun i Østfold fylke i sydöstra Norge. Tätorten hade 2 112 invånare den 1 januari 2022.
Tidigare har orten tillhört dåvarande Hobøls kommun.